# Stein Huysegems
Stein Huysegems (Herselt, 16 giugno 1982) è un ex calciatore belga, di ruolo attaccante.

## Palmarès

### Club

#### Competizioni nazionali
- Campionato belga: 1

Genk: 2010-2011
- Coppa del Belgio: 2

Lierse: 1998-1999
Genk: 2008-2009
- Supercoppa del Belgio: 1

Lierse: 1999